# Floor Jansen
Floor Jansen, född 21 februari 1981 i Goirle, Nederländerna, är sedan 2012 sångerska i det finländska symfonisk metal-bandet Nightwish. Tidigare var hon sångerska i det nederländska symfonisk metal-bandet After Forever. När bandet upplöstes i februari 2009 drog Jansen igång ett stilmässigt liknande projekt kallat ReVamp, som 2010 släppte ett album med samma namn. 
Floor Jansen, som är sopran, har studerat opera. Hon spelar även flöjt, piano och gitarr.
I oktober 2012 tog Jansen över som sångerska i Nightwish sedan svenska Anette Olzon lämnat gruppen. Den 9 oktober 2013 blev det klart att hon blir ordinarie medlem i gruppen.

## Diskografi (urval)
Studioalbum med After Forever
- Prison of Desire (2000)
- Decipher (2001)
- Invisible Circles (2004)
- Remagine (2005)
- After Forever (2007)

Studioalbum med ReVamp
- ReVamp (2010)
- Wild Card (2013)

Studioalbum med Star One
- Space Metal (2002)
- Victims of the Modern Age (2010)

Studioalbum med Nightwish
- Endless Forms Most Beautiful (2015)
- Human :II: Nature. (2020)